# Xynobius erythrorius
Xynobius erythrorius är en stekelart som först beskrevs av Fischer 1973.  Xynobius erythrorius ingår i släktet Xynobius och familjen bracksteklar. Inga underarter finns listade i Catalogue of Life.